# La Mitis
La Mitis (AFI: /(la)mitis/) es un municipio regional de condado (MRC) de la provincia de Quebec en Canadá. Está ubicado en la región administrativa de Bas-Saint-Laurent. El chef-lieu y municipio más poblado es Mont-Joli.

## Geografía

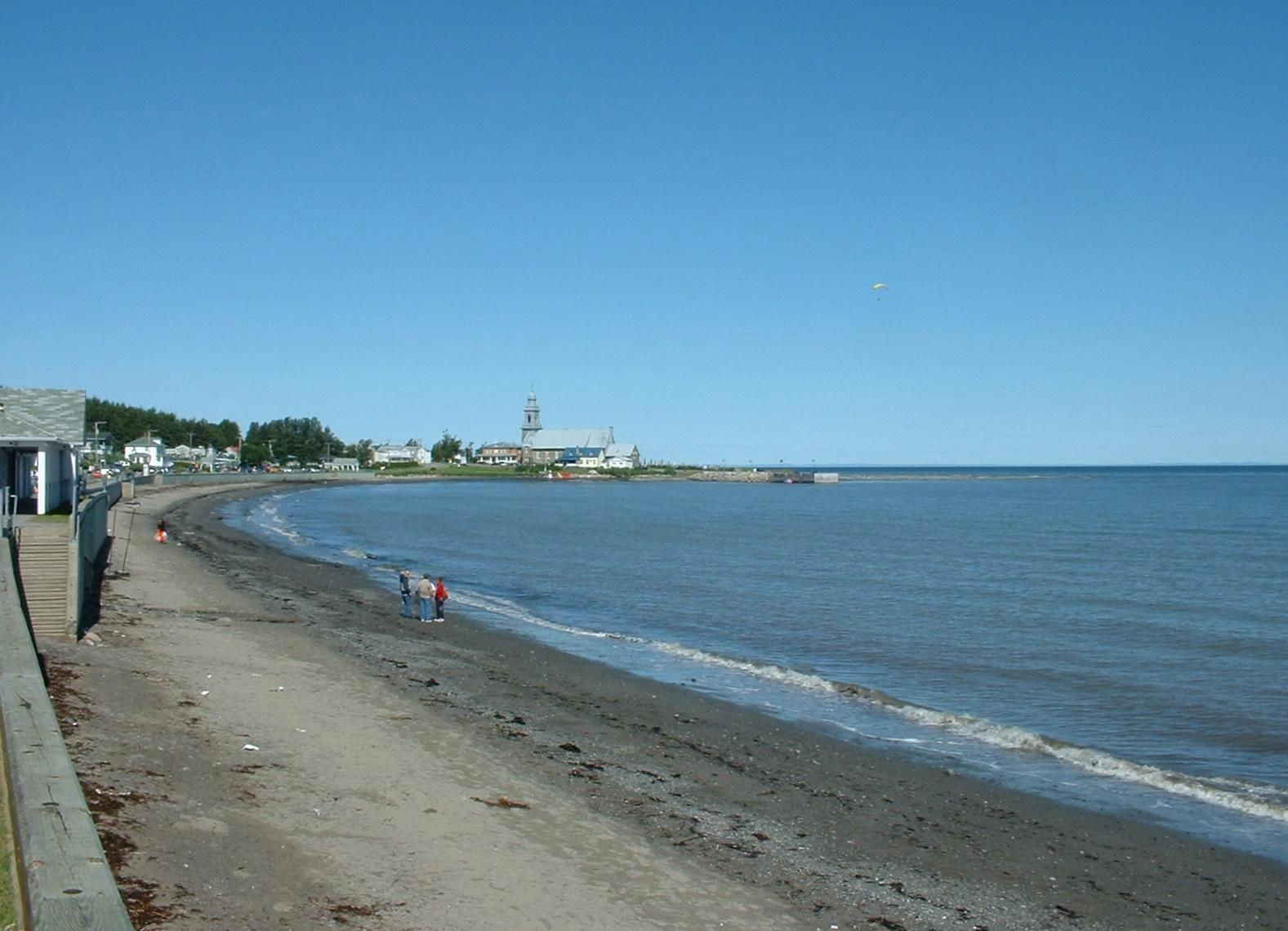
Sainte-Luce

El MRC de La Mitis se encuentra en la costa sur del estuario del San Lorenzo, 350 kilómetros al este de la ciudad de Quebec. Limita al noreste con el MRC de La Matanie, al este con La Matapédia, al sureste con Aviñón, al sur con el condado de Restigouche en la provincia vecina de Nuevo Brunswick, al suroeste con Rimouski-Neigette y al noroeste con el estuario. En costa opuesta del estuario están ubicados los MRC de La Haute-Côte-Nord y de Manicouagan. El territorio se compone, para una pequeña parte, de la región natural del litoral del estuario, y, para la mayor parte del territorio de los montes Notre-Dame (Apalaches). El río Mitis, afluente del San Lorenzo, baña el MRC del sur al norte. El territorio es cubierto de múltiplos estanques como los lagos Mitis,  Mistigougèche y  des Eaux Mortes. Los territorios no organizados cubren más de la mitad de la superficie del MRC.

## Urbanismo
|        | Clase               | Orientación | Odónimo                                                                  | De                         | A           | Municipios del MRC |
| A 20   | Autopista           | EO          | Autoroute Jean-Lesage                                                    | Rivière-Beaudette          | Mont-Joli   | Sante-Luce, Mont-Joli |

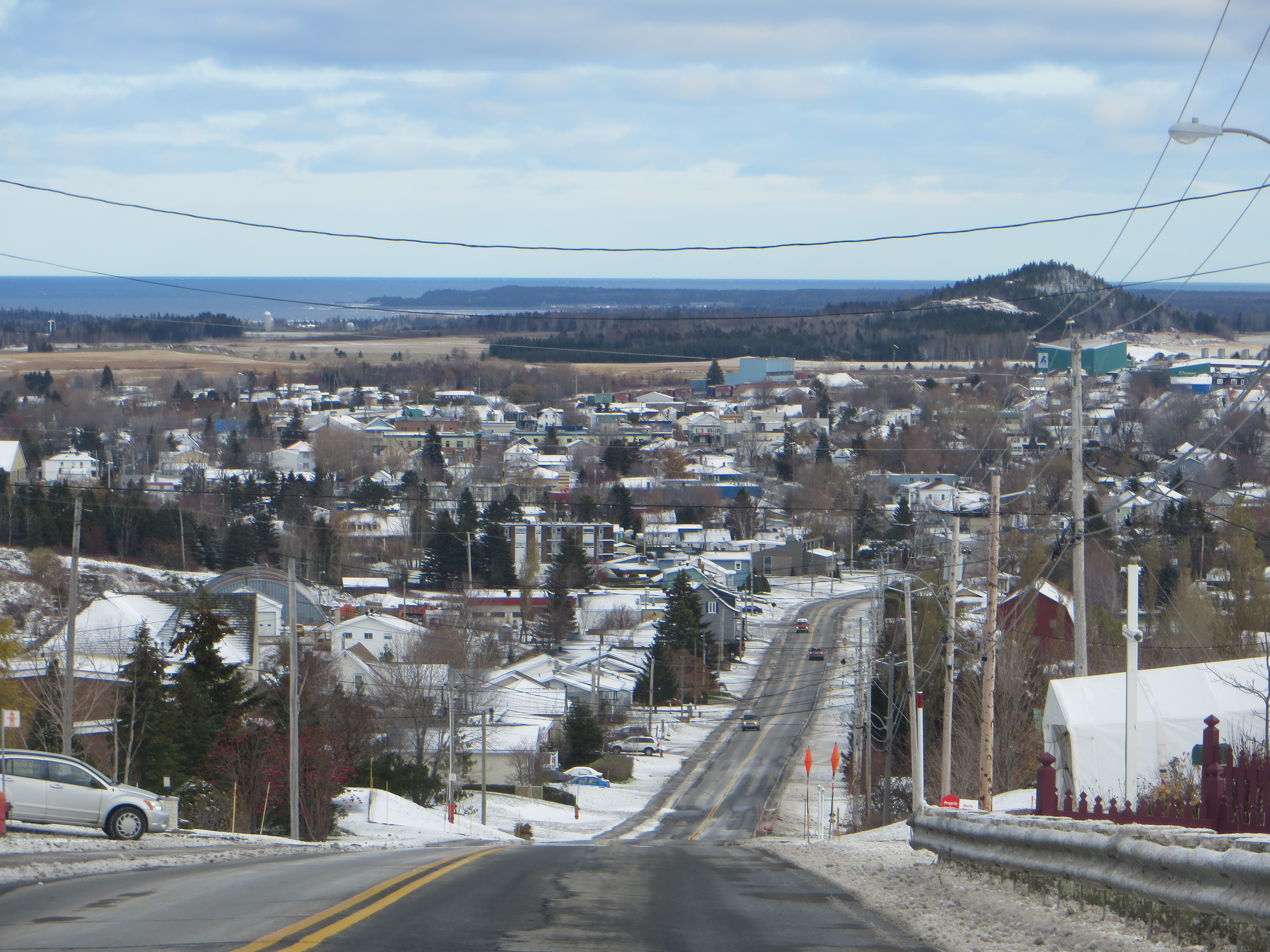
Mont-Joli

| QC 132 | Carretera nacional  | EO          | Route de la Mer, Route Flavie-Drapeau, Boulevard Gaboury, Rue Principale | Dundee                     | Gaspé       | Sainte-Luce, Sainte-Flavie, Grand-Métis, Métis-sur-Mer, Mont-Joli, Saint-Joseph-de-Lepage, Sainte-Angèle-de-Mérici, Sainte-Jeanne-d’Arc |
| QC 234 | Carretera regional  | EO          | Rang 4 de Fleuriau, Route du Grand-Remous                                | Saint-Narcisse-de-Rimouski | Grand-Métis | Saint-Gabriel-de-Rimouski, Sainte-Angèle-de-Mérici, Saint-Octave-de-Métis, Price, Grand-Métis                                           |
| QC 298 | Carretera colectora | EO          | Rue Saint-Alphonse                                                       | Saint-Charles-Garnier      | Sainte-Luce | Saint-Charles-Garnier, Les Hauteurs, Saint-Gabriel-de-Rimouski, Saint-Donat, Sainte-Luce                                                |

## Historia
El MRC de Mitis, nombrado según el río Mitis (Métis siendo otra forma ortográfica de misma palabra) fue instituido en 1982, a partir de partes de los antiguos condados de Rimouski, de Matane y Matapédia.

## Política
El prefecto actual (2015) es Réginald Morissette, alcalde de Saint-Joseph-de-Lepage.
El territorio del MRC forma parte de las circunscripciones electorales de Matane-Matapédia a nivel provincial y de Aviñón—La Mitis—Matane—Matapédia a nivel federal.

## Demografía

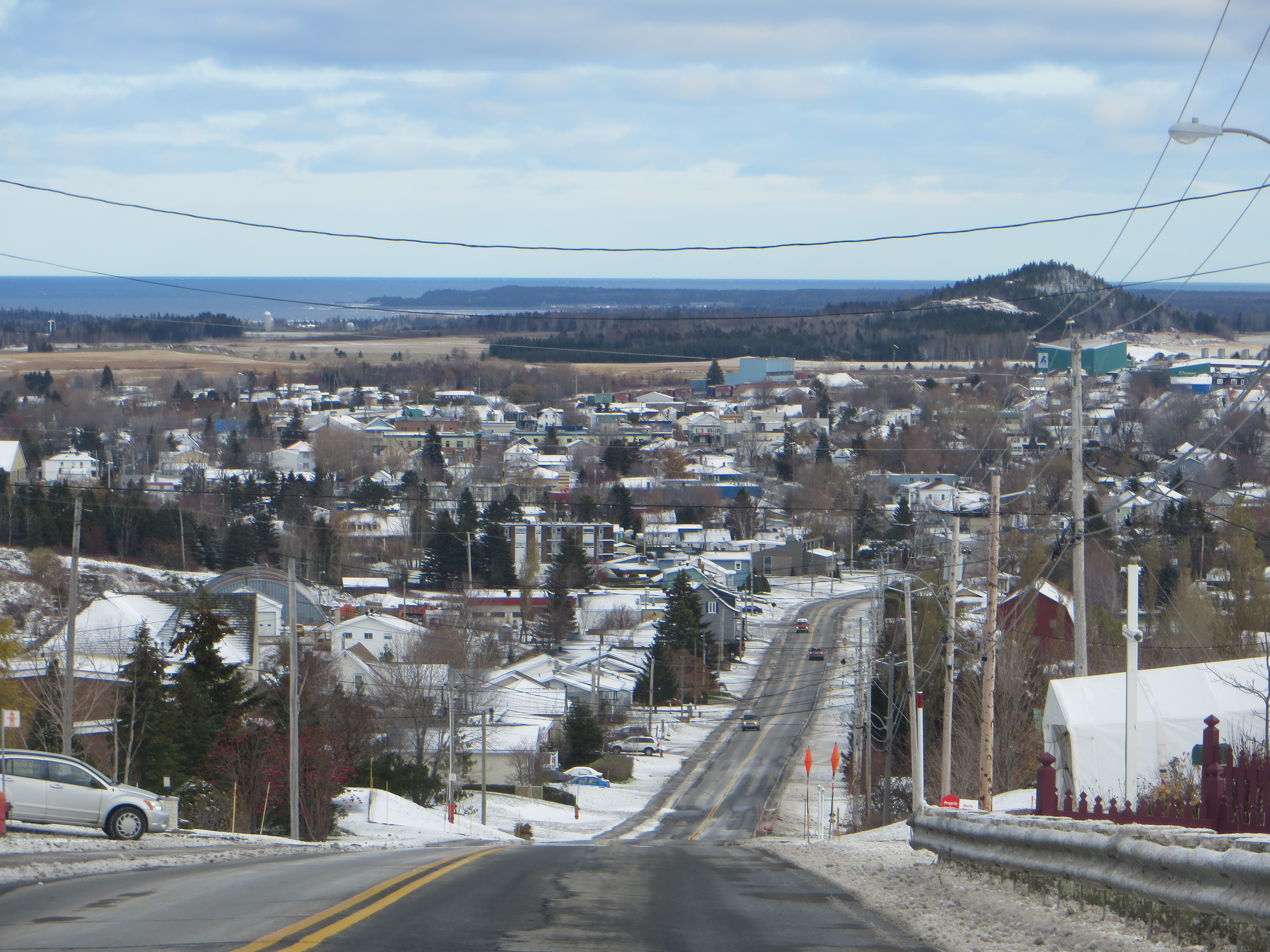
Mont-Joli

Según el censo de Canadá de 2011, el MRC de La Mitis contaba con 18 942 habitantes. La densidad de población estaba de 8,3 hab./km². Entre 2006 y 2011 hubo una disminución de 423 habitantes (2,2 %). En 2011, el número total de inmuebles particulares era de 9471, de los cuales 8320 estaban ocupados por residentes habituales, otros siendo desocupados o residencias secundarias. La población es urbana y francófona.
Evolución de la población total, 1991-2015

## Economía

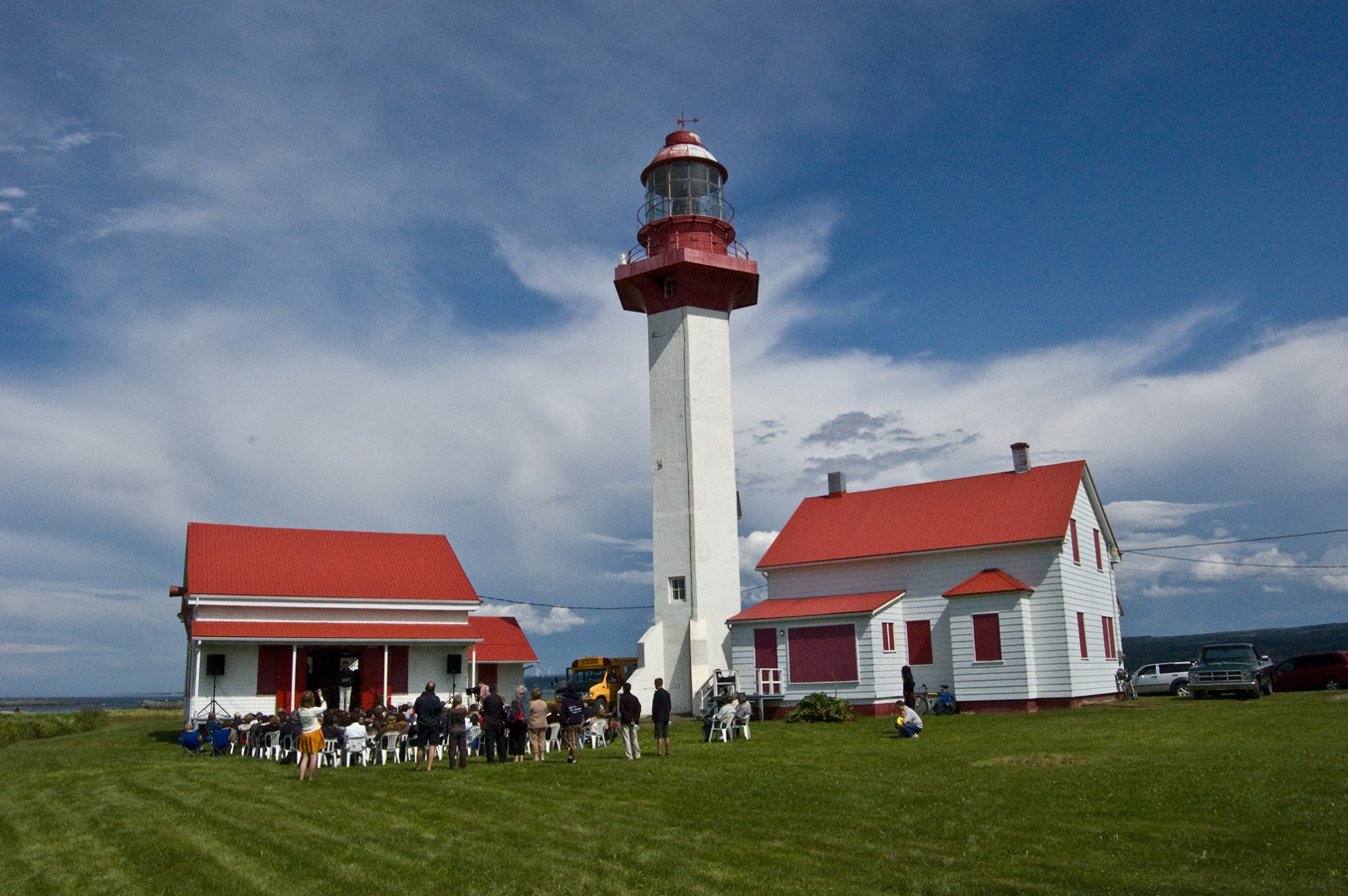
Faro en Métis-sur-Mer

Las principales actividades económicas son la agricultura, la industria de la madera utilizada para la construcción y la de los productos de la madera.

## Comunidades locales
Hay 16 municipios y 2 territorios no organizados en el MRC de La Mitis.
| Código | Nombre                    | Tipo                     | Fecha de constitución | Superficie total (km²) | Superficie agua (km²) | Superficie tierra (km²) | Población 2015 | Gentilicio (en francés) | Densidad (hab./km²) | DT | NC |
| ------ | ------------------------- | ------------------------ | --------------------- | ---------------------- | --------------------- | ----------------------- | -------------- | ----------------------- | ------------------- | -- | -- |
| 09005  | La Rédemption             | Parroquia                | 01.01.1956            | 118,47                 | 1,74                  | 116,73                  | 511            | Rédemptois, e*          | 4,4                 | S  | 6  |
| 09010  | Saint-Charles-Garnier     | Parroquia                | 01.01.1966            | 85,44                  | 0,34                  | 85,10                   | 251            | Charlois, e*            | 2,9                 | S  | 6  |
| 09015  | Les Hauteurs              | Municipio                | 07.11.1918            | 105,20                 | 1,64                  | 103,56                  | 512            | Hauteurois, e*          | 4,9                 | S  | 6  |
| 09020  | Sainte-Jeanne-d'Arc       | Parroquia                | 30.01.1922            | 113,70                 | 3,22                  | 110,48                  | 328            | Jeannois-Mitissien, ne* | 3,0                 | S  | 6  |
| 09025  | Saint-Gabriel-de-Rimouski | Municipio                | 07.01.1989            | 129,09                 | 1,73                  | 127,36                  | 1153           | Gabriélois, e*          | 9,1                 | S  | 6  |
| 09030  | Saint-Donat               | Parroquia                | 10.03.1869            | 96,20                  | 0,52                  | 95,68                   | 891            | Donatien, ne⁰           | 9,3                 | S  | 6  |
| 09035  | Sainte-Angèle-de-Mérici   | Municipio                | 26.04.1989            | 108,44                 | 1,52                  | 106,92                  | 1015           | Méricien, ne*           | 9,5                 | S  | 6  |
| 09040  | Padoue                    | Municipio                | 31.01.1911            | 68,01                  | 0,50                  | 67,51                   | 270            | Padovien, ne*           | 4,0                 | S  | 6  |
| 09048  | Métis-sur-Mer             | Ciudad                   | 04.07.2002            | 266,08                 | 217,66                | 48,42                   | 569            | Métissien, ne*          | 11,8                | S  | 6  |
| 09055  | Saint-Octave-de-Métis     | Parroquia                | 25.04.1908            | 75,86                  | 0,73                  | 75,13                   | 533            | Octavien, ne*           | 7,1                 | S  | 6  |
| 09060  | Grand-Métis               | Municipio                | 13.09.1885            | 25,53                  | 0,19                  | 25,34                   | 240            | Grand-Métissien, ne*    | 9,5                 | S  | 6  |
| 09065  | Price                     | Pueblo                   | 03.03.1926            | 2,53                   | 0,17                  | 2,36                    | 1703           | Priçois, e*             | 721,6               | S  | 6  |
| 09070  | Saint-Joseph-de-Lepage    | Parroquia                | 29.09.1873            | 32,07                  | 0,81                  | 31,26                   | 497            | Lepageois, e*           | 15,9                | S  | 6  |
| 09077  | Mont-Joli                 | Ciudad                   | 13.06.2001            | 24,53                  | 0,60                  | 23,93                   | 6599           | Mont-Jolien, ne*        | 275,8               | D  | 4  |
| 09085  | Sainte-Flavie             | Parroquia                | 01.01.1855            | 38,60                  | 0,21                  | 38,39                   | 918            | Flavien, ne*            | 23,9                | S  | 4  |
| 09092  | Sainte-Luce               | Municipio                | 29.08.2001            | 72,51                  | 0,06                  | 72,45                   | 2820           | Luçois, e*              | 38,9                | S  | 6  |
| 09902  | Lac-des-Eaux-Mortes       | Territorio no organizado | 01.01.1986            | 954,82                 | 25,71                 | 929,11                  | -              | -                       | 0,0                 | …  | …  |
| 09904  | Lac-à-la-Croix            | Territorio no organizado | 01.01.1986            | 245,75                 | 19,39                 | 226,36                  | -              | -                       | 0,0                 | …  | …  |
| 090    | La Mitis                  | MRC                      | 01.01.1982            | 2562,83                | 276,74                | 2286,09                 | 18 810         | .                       | 8,2                 | …  | …  |

DT división territorial, D distritos, S sin división; * Oficial, ⁰ No oficial